# Симон де Руси

Графство Руси на карте Франции

Симон де Руси (фр. Simon de Roucy; ок. 1325 — 18 февраля 1392) — граф Брены, сеньор Турнанфюи и Вильбеона, с 1385 года граф де Руси из рода Пьерпон (фр. Pierrepont).

## Биография
Родился около 1325 года. Младший из пяти сыновей Жана V де Руси и Маргариты де Бомье.
После смерти отца, погибшего в битве при Креси (1346), унаследовал графство Брена и сеньории Турнанфюи и Вильбеон.
В 1381 году его бездетная племянница Изабелла продала графство Руси и баронию Низи-ле-Конт герцогу Людовику Анжуйскому (брату французского короля) за 40 тысяч золотых франков. После смерти Людовика, последовавшей 20 сентября 1384 года, Симон де Руси, который к тому времени стал старшим представителем рода, оспорил сделку на основании обычая, который по-французски называется «Retrait lignager». Парламент решил спор в его пользу. Согласно договору от 5 июня 1385 года Симон компенсировал наследникам Людовика Анжуйского затраты, и получил в своё владение графство Руси и шателению Низи.

## Семья
Он был женат на Мари де Шатильон, даме де Понтарси (ум. 1396), дочери Гуго де Шатильон-сюр-Марн, сеньора де Розуа-ан-Тьераш, и Мари де Класи. Дети:
- Гуго де Руси (ум. 25 октября 1395), граф Руси и Брены c 1392, сеньор де Нантёйл-ла-Фосс (унаследовал эту сеньорию от сестры - Маргариты, вдовы последнего сеньора де Нантёйл-ла Фосс);
- Жан де Руси (ум. 1418), с 1385 епископ Лана;
- Симон де Руси (ум. 1402), сеньор де Понт-Арси;
- Мари де Руси (ум. 1416), жена Жана д’Энгьена, сеньора д’Авре;
- Маргарита де Руси (ум. 1384), мужья — Гоше V, сеньор де Нантёйл-ла Фосс (ум. после 1363), Робер де Пинон, сеньор де Пинон (ум. 1377), Гуго де Клари (ум. 1385).

Симон де Руси умер 18 февраля 1392 года в Буа-ле-Руси, похоронен в монастыре Брен Сент-Иве.